# 아르만도 마르티네스 (권투 선수)
아르만도 마르티네스 리멘두(스페인어: Armando Martínez Limendu, 1961년 8월 29일~)는 쿠바의 권투 선수로 1980년 하계 올림픽 라이트미들급에서 금메달을 획득했다.